# Варзар Василь Єгорович
Василь Єгорович Варзар (Варзер) (нар. 29 грудня 1851, Люблін — 29 вересня 1940, Санкт-Петербург) — російський і український статистик молдавського походження, основоположник промислової статистики в Російській імперії. Автор першого підручника з промислової статистикою в Російській імперії.
Народився в сім'ї молдавського дворянина. Вчився в Київському університеті і Петербурзькому технологічному інституті. Написав перший підручник з промислової статистикою в Російській імперії. У студентські роки був пов'язаний з революційними народниками. Автор широко відомої брошури «Хитра механіка» (1874) про антинародну суть податкової політики царського уряду. У 1876 разом з А. А. Русовим і П. П. Червінським організував статистичне відділення Чернігівської земської управи, де розробив, так званий, чернігівський тип земської статистики. Після закриття чернігівського статистичного бюро Варзар був в Чернігові суддею, потім головою уїздної земської управи.
1894—1917 працював у Міністерстві фінансів, Міністерстві торгівлі й промисловості.
За ініціативою і під керівництвом Варзара були вироблені два перших в Росії статистичних обстеження (фактично — переписи) російської промисловості в 1900 і 1908.
Після Жовтневої революції працював у ВСНХ (Вища рада народного господарства) і ЦСУ, викладав у вузах. У 1925—27 вийшло в світ крупне теоретичне дослідження «Нариси основ промислової статистики» (у 2-х т.), де були розглянуті дві фундаментальні проблеми радянської і зарубіжної статистики: промисловий заклад як одиниця спостережень (т. 1) і класифікація промислових виробництв (т. 2). Ця праця стала першим підручником з промислової статистики.